# Йодоформ
Йодоформ е химично съединение на йод, водород и въглерод, с формула CHI3. При нормални условия представлява бледожълто, кристално, летливо вещество с характерен остър мирис (който понякога е определян като „миризма на болница“). Използван е като антисептик при превръзването на рани в началото на 20 век, днес е заменен с по-добри антисептици. В органичната химия се използва като реактив за разпознаване на етилов алкохол (етанол). При нагряване на етанол в присъствие на йод и следващо алкализиране с натриева основа до обезцветяване, се наблюдава отделяне на бледожълти кристали от йодоформ. Реакцията е качествена за доказването на етанол.